# Accession Council

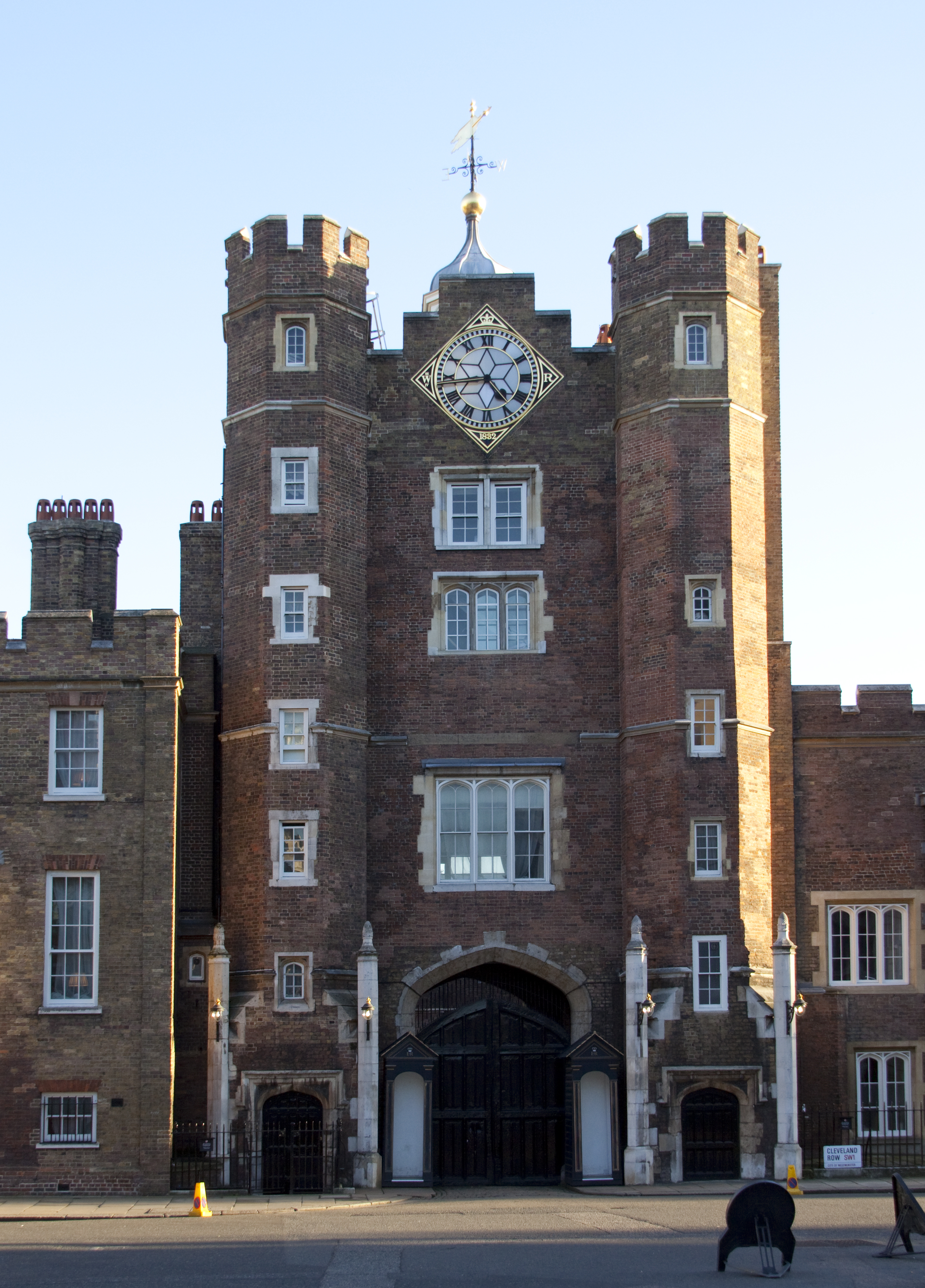
St James's Palace, de Londres, lugar donde el consejo se reúne para la proclamación del nuevo monarca

En el Reino Unido, el Accession Council (en español: «Consejo de Ascenso») es un cuerpo ceremonial que se reúne en el palacio de St. James tras la muerte de un monarca, para proclamar formalmente la ascensión del sucesor al trono. Según los términos del Acta de Establecimiento de 1701, un nuevo monarca lo sucede automáticamente (fallecimiento de la Corona). La proclamación simplemente confirma por nombre la identidad del nuevo monarca y anuncia formalmente el nombre de reinado del nuevo soberano.

## Composición del Consejo
El Consejo está formado por miembros del:
- Consejo Privado del Reino Unido.
- Grandes oficiales de Estado.
- Alcalde de la ciudad de Londres.
- Concejales de la ciudad de Londres.
- Altos comisionados de los reinos de la Mancomunidad de Naciones.[1]
- Cámara de los Lores.
- Otros funcionarios.

## Proclamación

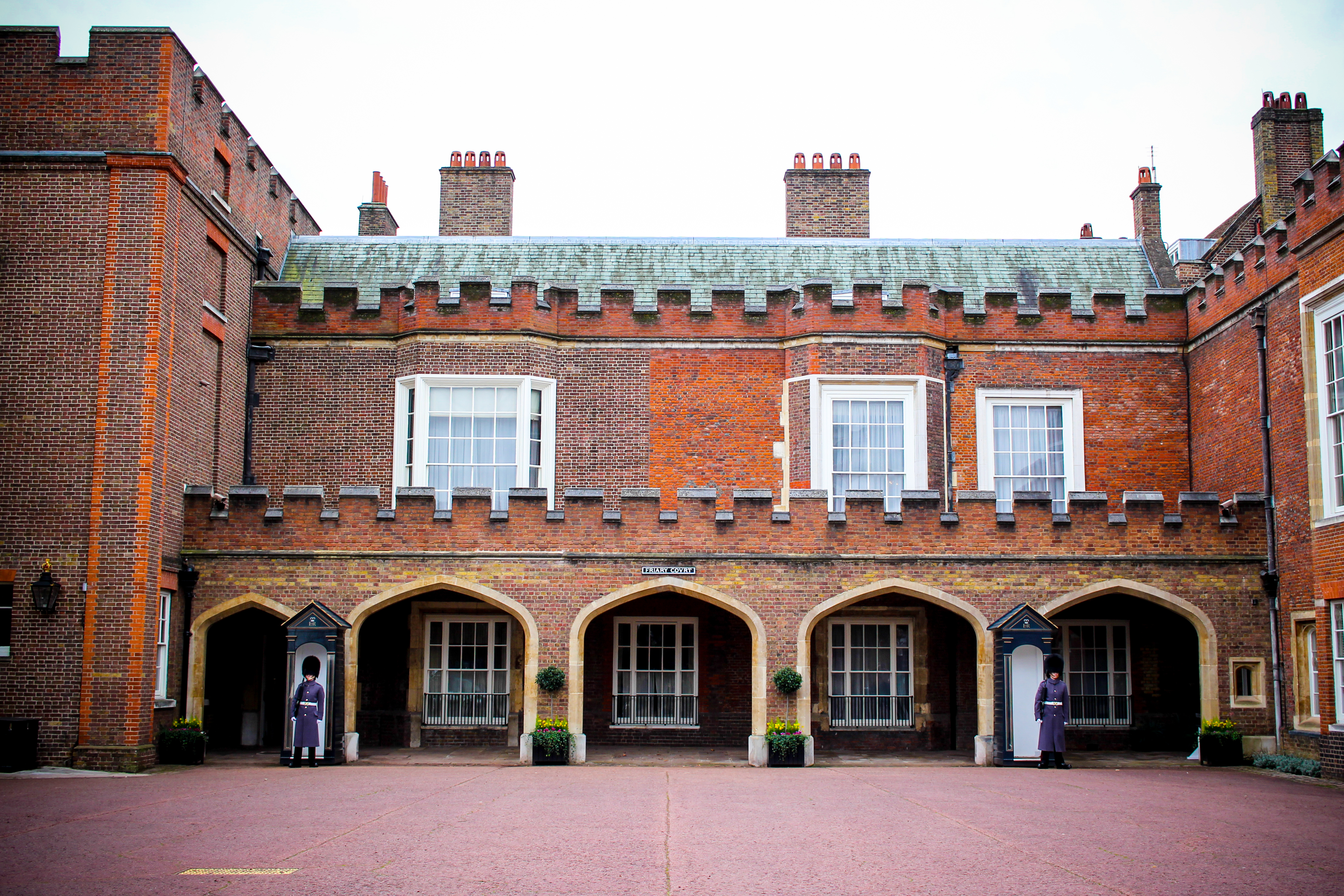
Lugar de Proclama con vista al Friary Court en Palacio de St. James, donde tradicionalmente se lee la proclamación por primera vez.

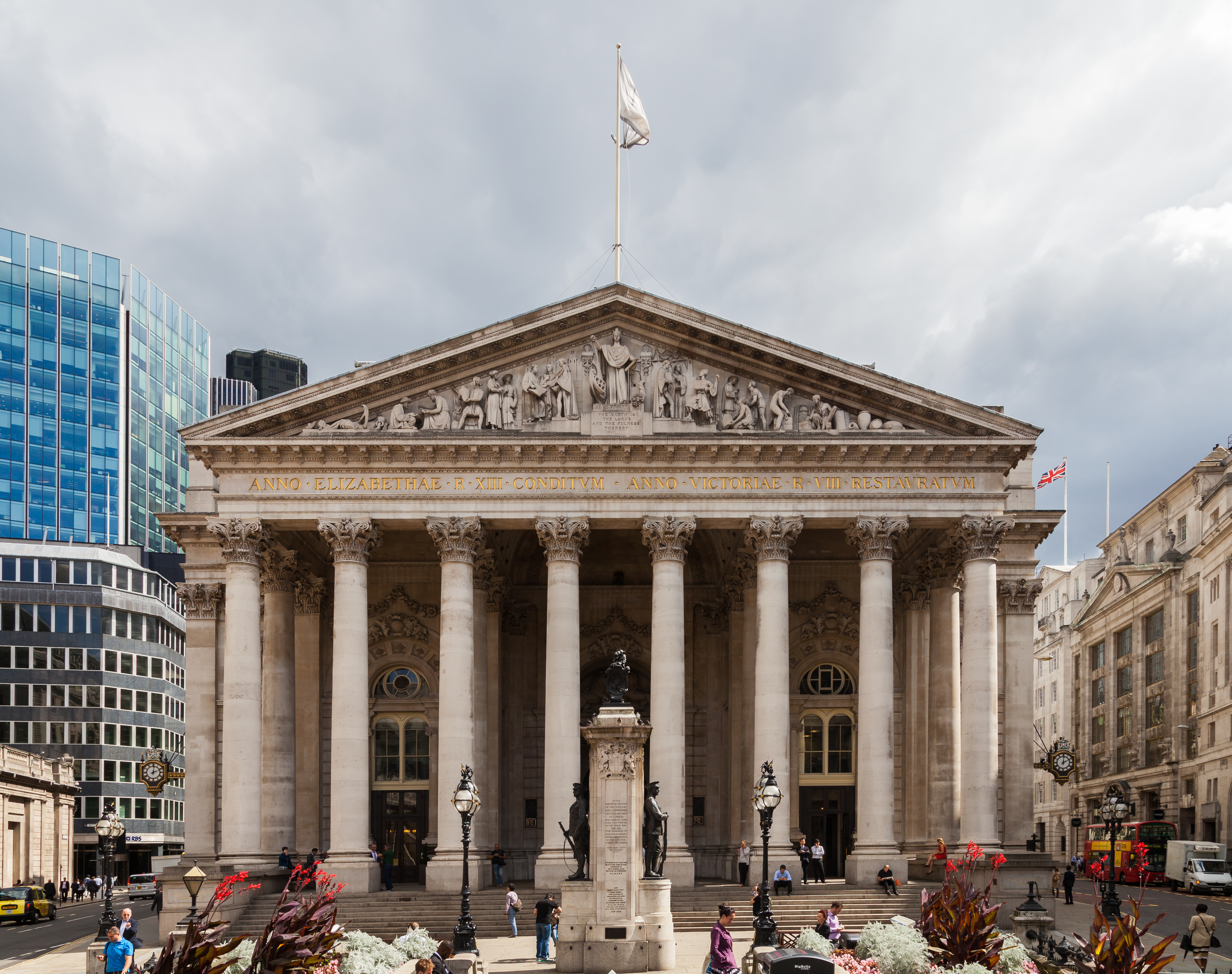
La lectura pública final en Londres es en los escalones del edificio Royal Exchange.

La Proclamación de Adhesión del consejo, que confirma el nombre del heredero, está firmada por todos los Consejeros Privados asistentes.
La proclamación de 2022 fue:

Whereas it has pleased Almighty God to call to His Mercy our late Sovereign Lady Queen Elizabeth the Second of Blessed and Glorious Memory, by whose Decease the Crown of the United Kingdom of Great Britain and Northern Ireland is solely and rightfully come to The Prince Charles Philip Arthur George:
We, therefore, the Lords Spiritual and Temporal of this Realm and Members of the House of Commons, together with other members of Her late Majesty's Privy Council and representatives of the Realms and Territories, Aldermen and Citizens of London, and others, do now hereby, with one voice and Consent of Tongue and Heart, publish and proclaim that The Prince Charles Philip Arthur George, is now, by the Death of our late Sovereign of Happy Memory, become our only lawful and rightful Liege Lord Charles the Third, by the Grace of God of the United Kingdom of Great Britain and Northern Ireland and of His other Realms and Territories, King, Head of the Commonwealth, Defender of the Faith, to whom we do acknowledge all Faith and Obedience with humble affection; beseeching God by whom Kings and Queens do reign to bless His Majesty with long and happy Years to reign over us.
Given at St. James' Palace this tenth day of September in the year of Our Lord two thousand and twenty-two.
Considerando que ha complacido a Dios Todopoderoso llamar a Su Misericordia a nuestra difunta Señora Soberana , la Reina Isabel Segunda, de Bendita y Gloriosa Memoria, por cuyo fallecimiento la Corona del Reino Unido de Gran Bretaña e Irlanda del Norte ha venido única y legítimamente al Príncipe Carlos Felipe Arturo Jorge:
Nosotros, por lo tanto, los Lores Espirituales y Temporales de este Reino y Miembros de la Cámara de los Comunes, junto con otros miembros del Consejo Privado de Su difunta Majestad y representantes de los Reinos y Territorios, Concejales y Ciudadanos de Londres y otros, ahora por la presente, con una sola voz y Consentimiento de Lengua y Corazón, publican y proclaman que el Príncipe Carlos Philip Arthur George, ahora, por la muerte de nuestro difunto Soberano de la Feliz Memoria, se convierte en nuestro único legal y legítimo Señor feudal Carlos Tercero, por la Gracia de Dios del Reino Unido de Gran Bretaña e Irlanda del Norte y de Sus otros Reinos y Territorios, Rey, Jefe de la Commonwealth, Defensor de la Fe, a quien reconocemos toda Fe y Obediencia con humilde afecto; suplicando a Dios por quien reinan Reyes y Reinas que bendiga a Su Majestad con largos y felices años para reinar sobre nosotros.
Dado en el Palacio de St. James  este diez de septiembre del año de Nuestro Señor dos mil veintidós.

Aunque las proclamaciones se han redactado de la misma manera en términos generales, también varían según sea necesario. En el caso de Victoria, se incluyeron ciertas palabras (teniendo en cuenta la sección 2 de la Ley de Regencia de 1830 que prescribía el Juramento de Lealtad ) que reservaban expresamente los derechos de cualquier hijo del difunto rey, Guillermo IV, que pudiera tener su viuda, Adelaida de Sajonia-Meiningen. En el caso de Jorge VI, la proclamación fue reformulada porque Eduardo VIII había abdicado , en lugar de morir. El título " Emperador de la India, "asumido por la reina Victoria hasta bien entrado su reinado, se añadió al final de la lista de títulos en las proclamaciones de Eduardo VII, Jorge V, Eduardo VIII y Jorge VI, durante cuyo reinado se renunció a ese título. En el caso de Carlos III, la proclamación fue reformulada para incluir la Cámara de los Comunes por primera vez en la historia. La fórmula "El Rey ha muerto". ¡Larga vida al rey!", de origen real francés, no forma parte de la proclamación oficial en el Reino Unido, contrariamente a la creencia popular.
La proclamación se ha leído ceremonialmente en varios lugares del reino. Por costumbre, los heraldos del Colegio de Armas suelen leerlo primero desde el balcón de Friary Court en el Palacio de St. James. Históricamente han seguido otras lecturas en Londres, concluyendo en el Royal Exchange en presencia del Lord alcalde de Londres. Luego ocurren eventos de proclamación locales, como uno en la ubicación original de Mercat Cross en Edimburgo por los heraldos de la Corte del Lord Lyon.[cita requerida] En 2022, la primera lectura se televisó en vivo y se omitieron otras lecturas en Londres, excepto la de Exchange.

## Juramentación
Según las Actas de la Unión de 1707, los monarcas deben hacer un juramento al acceder al trono para "mantener y preservar" la Iglesia de Escocia. Este juramento normalmente se hace en el Consejo de Adhesión. La disposición en el Artículo XXV Sección II de las Actas de la Unión de 1707 establece con respecto a las Actas de Escocia confirmadas:
" Y además, Su Majestad con el Consejo antes mencionado declara y establece expresamente que ninguno de los súbditos de este Reino (Escocia) será responsable de todos y cada uno de ellos para siempre libre de cualquier Prueba de Juramento o Suscripción dentro de este Reino contraria o inconsistente con la mencionada religión protestante verdadera y el culto y la disciplina del gobierno de la Iglesia Presbiteriana como se estableció anteriormente y que nunca se les impondrá ni exigirá lo mismo dentro de los límites de esta Iglesia y Reino de ningún tipo y, por último, que después del fallecimiento de Su presente Majestad ( a quien Dios conserve por mucho tiempo) el Soberano que la suceda en el Gobierno Real del Reino de Gran Bretaña jurará y suscribirá en todo momento, en el momento de Su Adhesión a la Corona, que mantendrán y preservarán inviolablemente el mencionado Establecimiento de los verdaderos protestantes Religión con el derecho de Disciplina de Culto del Gobierno y Privilegios de esta Iglesia según lo establecido anteriormente por las Leyes de este Reino en Prosecución de la Reclamación de Derecho "
Una vez que el monarca hace un juramento sagrado al consejo, el Rey de Armas Principal de la Jarretera ingresa a la Galería de la Proclamación que da a la Corte del Convento para proclamar al nuevo monarca.
La reina Isabel II estaba en Kenia cuando accedió al trono tras la muerte de su padre Jorge VI, por lo que el Consejo de Adhesión se reunió dos veces, primero para la proclamación y otra vez para que la nueva Reina pudiera prestar juramento.
Tras la adhesión, también se requiere que un nuevo soberano haga lo que se conoce como la Declaración de Adhesión. Por lo general, esto no se hace en una reunión del Consejo de Adhesión, sino en presencia del Parlamento en la primera Apertura de Estado posterior a la ascensión al trono del monarca o en su coronación, lo que ocurra primero. El rey Jorge VI hizo la declaración en su coronación. Además del juramento y la declaración anteriores, si un monarca tiene una coronación, él o ella hace un juramento de coronación que contiene referencias a la Iglesia de Inglaterra.

## Lista deAccession Council
A lo largo de la historia británica, se han dado las siguientes proclamas:
| Monarca      | Fecha y hora de la muerte o abdicación del predecesor | Fecha y hora del Consejo de Adhesión            | Fecha y Hora de Proclamación Pública    |
| ------------ | ----------------------------------------------------- | ----------------------------------------------- | --------------------------------------- |
| Victoria     | Martes 20 de junio de 1837, 02:00                     | Martes 20 de junio de 1837, 11:00               | Miércoles 21 de junio de 1837, 10:00    |
| Eduardo VII  | Martes 22 de enero de 1901, 18:30                     | Miércoles 23 de enero de 1901, 14:00            | Jueves 24 de enero de 1901, 09:00       |
| Jorge V      | Viernes 6 de mayo de 1910, 23:45                      | Sábado 7 de mayo de 1910, 16:00                 | Lunes 9 de mayo de 1910, 09:00          |
| Eduardo VIII | Lunes 20 de enero de 1936, 23:55                      | Martes 21 de enero de 1936, 16:00               | Miércoles 22 de enero de 1936, 10:00    |
| Jorge VI     | Viernes 11 de diciembre de 1936, 14:00                | Sábado 12 de diciembre de 1936, 11:00           | Sábado 12 de diciembre de 1936, 15:00   |
| Isabel II    | Miércoles 6 de febrero de 1952, 'Al amanecer'         | Miércoles 6 de febrero de 1952, 17:00 (Parte I) | Viernes 8 de febrero de 1952, 11:00     |
| Isabel II    | Miércoles 6 de febrero de 1952, 'Al amanecer'         | Viernes 8 de febrero de 1952, 10:00 (Parte II)  | Viernes 8 de febrero de 1952, 11:00     |
| Carlos III   | Jueves 8 de septiembre del 2022, 15:00                | Sábado 10 de septiembre del 2022, 10:00         | Sábado 10 de septiembre del 2022, 11:00 |